# Sergej Kurëchin
Sergej Anatol'evič Kurëchin, detto Kapitan (in russo Серге́й Анато́льевич Курёхин?; Murmansk, 16 giugno 1954 – San Pietroburgo, 9 luglio 1996), è stato un compositore, musicista, attore cinematografico, Generalmusikdirektor, scrittore e attivista di San Pietroburgo sovietico.
Partendo dal jazz, sperimentò diversi generi, come il rock, il progressive, la musica circense e molto altro. Venne definito una delle personalità più peculiari degli anni ottanta, venendo accostato a Frank Zappa e John Zorn.

## Biografia
Kuryokhin iniziò a suonare come pianista e tastierista in una banda scolastica a Leningrado. Dopo aver militato con diversi gruppi jazz professionisti e con famosi musicisti rock, attraversò diverse fasi della sua carriera e alla fine divenne uno dei nomi e dei volti più riconoscibili in Russia negli anni '80 e '90.
Alla fine della sua vita, era emerso come compositore cinematografico d'avanguardia, artista di spettacolo e attore cinematografico. Al di fuori della Russia è conosciuto principalmente come musicista jazz e sperimentale, grazie ai suoi lavori pubblicati dal 1981 su Leo Records nel Regno Unito, così come i suoi concerti con l'Ensemble Pop-Mekhanika e con il suo spettacolo dal titolo  Pop Mekhanika. Operò anche come musicista ospite in diversi album di altri artisti, come i Kino (in Načal'nik Kamčatki) e gli Akvarium (in Triangle, Taboo e Radio Africa)
Partecipò come attore e compositore ai film Dva kapitana II (in russo Два капитана II?), una commedia pseudo-documentaristica sulla prima guerra mondiale, e Lokh pobeditel vody e curò la colonna sonora dell'horror Gospodin oformitel' (in russo Господин Оформитель?).
Kuryokhin divenne molto noto per aver creato uno dei primi media virus russi: era una delle sue performance artistiche semi-improvvisate, trasmessa dal vivo nella televisione russa del 1991. Egli infatti venne invitato come ospite al talk show Fifth Wheel e provò che Lenin era un fungo. Durante gli anni novanta, Kuryokhin fu membro del Consiglio comunale per la cultura e il turismo di San Pietroburgo. Nel 1995 entrò nel Partito Nazional Bolscevico.

### Morte
Kuryokhin morì per una rara malattia, un sarcoma cardiaco, all'età di 42 anni nel 1996. Venne tumulato al Cimitero di Komarovo, vicino alla tomba di Anna Achmatova.

## Discografia
- The Ways of Freedom  (Leo Records, 1981)
- Tragedy in Rock  (1988)
- Mr. Designer  (1989)
- Popular Science  (1989) con Henry Kaiser
- Album for Children  (1991)
- Opera for the Rich  (1991)
- Some combinations of fingers and passion (1991)
- Sparrow Oratorium/Four Seasons  (1994)
- Friends Afar (Sound Wave Records, 1996) con Kenny Millions
- Dear John Cage (Long Arm Records, 1996) con Kenny Millions

### Altri lavori
- Colonna sonora per la rappresentazione teatrale de Il gabbiano di Čechov (1994)
- Colonna sonora per la serie televisiva russa Anna Karenina (2007)
- Sigla per l'intera serie TV di documentari della BBC Comrades del 1985, in un episodio della quale comparvero lui e altri musicisti di Leningrado e la sua orchestra Popular Mechanics;
- Mister Designer (1988)
- Buster's Bedroom (1990)

### Tributi
- Without Kuryokhin, di Kenny Millions e Otomo Yoshihide

## Filmografia

### Attore e compositore
- Loch - pobeditel' vody (in russo Лох — победитель воды?), regia di Sergej Kurechin (1991)
- Dva kapitana II (in russo Два капитана II?), regia di Sergey Debizhev (1992)

### Solo compositore
- Gospodin oformitel' (in russo Господин Оформитель?), regia di Oleg Tepcov (1988) the lead role of the combative nerd taking on the local mob in